# Parablennius pilicornis
Parablennius pilicornis är en fiskart som först beskrevs av Cuvier 1829.  Parablennius pilicornis ingår i släktet Parablennius och familjen Blenniidae. Inga underarter finns listade i Catalogue of Life.